# Четырнадцать недель тишины
«Четырнадцать недель тишины» (стилизовано «четырнадцать недель тишины») — третий студийный альбом Земфиры, записанный в составе её группы «Zемфира». Релиз состоялся 1 апреля 2002 года. Запись пластинки проходила в течение 2001—2002 годов в сотрудничестве с музыкантами группы «Мумий Тролль» Юрием Цалером и Олегом Пунгиным, а также саунд-продюсером Андреем Самсоновым. К моменту записи альбома Земфира собрала новый коллектив музыкантов, в который в том числе вошёл известный барабанщик Игорь Джавад-Заде.
Альбом выполнен в жанре гитарной рок-музыки, но на пластинке также присутствуют такие стили музыки, как джаз, блюз, трип-хоп и рок-н-ролл. Земфира говорила, что потратила много времени, чтобы сделать звучание альбома идеальным, что превратилось впоследствии в основную задачу работы над пластинкой. Тематически альбом отразил те изменения, которые произошли с певицей после окончания её второго концертного тура в поддержку альбома «Прости меня моя любовь». Земфира отмечала, что у неё был застой в творчестве и она не хотела продолжать линию предыдущих своих альбомов. В итоге альбом был назван совершенно непохожим на предыдущие диски артистки.
Музыкальные критики встретили «Четырнадцать недель тишины» с различными мнениями. Некоторые назвали его одним из лучших в карьере Земфиры, особо обратив внимание на качество записи. Другие критики были разочарованы тем, что альбом оказался непохож на прежние творения певицы. Они отмечали, что исчез так называемый «надрыв» в песнях, а отличная мелодика была заменена хорошим звуком.
Альбом имел большой коммерческий успех в России и странах СНГ. Было продано более одного миллиона экземпляров «Четырнадцати недель тишины» непосредственно в России и 450 тысяч экземпляров пластинки на Украине. Пластинка получила награду на первой премии Муз-ТВ в категории «Лучший альбом». В поддержку альбома Земфира выступала на фестивале «Нашествие» и премии журнала Fuzz в 2003 году.

## Предыстория и запись альбома
После продолжительного концертного тура в поддержку своего предыдущего альбома «Прости меня, моя любовь» Земфира взяла паузу, чтобы отдохнуть. В интервью «Аргументам и фактам» артистка отмечала, что на тот момент она находилась на грани нервного срыва, после которого могла не вернуться на сцену: «Мне просто необходимо было отдохнуть. Иначе со мной случилось бы что-нибудь нехорошее… Может, неправильно, что я в этом признаюсь, но последние три-четыре концерта я играла с ненавистью. Ненавидела песни, колонки, публику, себя. Я считала количество песен, оставшееся до конца концерта. Когда же все это закончилось, я не выходила из дома два-три месяца, а просто тупо сидела в Интернете».
В этот момент, по признаниям певицы, произошёл перелом в её творчестве. Земфира отмечала, что ей было неинтересно продолжать музыкальную линию прошлых своих альбомов; она долго не писала новых песен, пока не появилась песня «Бесконечность», ставшая для певицы знаковой:

Я не была уверена, что выпущу этот альбом. Мне важно было в принципе разобраться: нужно этим заниматься, не нужно… Заострить перо и настрочить 15 «Ромашек» немудрено. Но надо сдвинуться с места. А я не могла. И не понимала — почему. И ни с того ни с сего написала песню «Infinity». И причина вскрылась, и сразу поняла, что альбом-то выпущу! «Бесконечность» — знак, что все делаю правильно…— Земфира
Как утверждала певица, песня была создана в Санкт-Петербурге. «Я помню, что написала быстро, помню, где. Я была в Питере, писала альбом. И вот, может быть, из-за того, что я соскучилась уже по музыке… Я не знаю, я не хочу анализировать до такой степени. Потому что я и так, мне кажется, слишком много анализирую. И эта дотошность начинает раздражать», — рассказала артистка. Факт создания «Бесконечности» в Санкт-Петербурге подтвердил 20 февраля 2022 года в своём интервью Святославу Коровину саунд-продюсер Андрей Самсонов.
В альбом вошли композиции, написанные в период с 1999 по 2001 год. Земфира изначально хотела обозначить год написания у каждой песни, но позже отказалась от этой идеи: «Мне слышно, где более ранние произведения, где более поздние. Слушателю, думаю, не будет слышно… Хотя я тоже не думаю, что это очень важно».
…Есть ещё такая вещь, как — сделать песню. После того, как всё написано, её нужно сделать, не испортить. Это весь процесс записи пластинки, если говорить о нём в двух словах. Не испортить то, что имел в виду автор. Это очень сложно. И такие вещи приходят в голову только с опытом. Потому что сейчас, оглядываясь на свои записанные песни, я понимаю, что здесь я могла сыграть так, здесь так и т. д. …Я впервые попробовала записать не сразу всю пластинку в одну сессию, а в несколько сессий. Я предполагаю, что их будет четыре. Прошло уже две. Осталась половина. Отнимает больше сил, но в то же время есть больше времени, чтобы подумать, какой должна быть песня. Мне кажется, что единственный правильный подход к песне — делать её как самую последнюю. Неважно, будет она проходная или ротируемая. Песню делать как законченную историю.
С началом записи альбома также совпал роспуск группы «Zемфира», с которой певица раньше записывала свои альбомы и гастролировала. Земфира начала запись с музыкантами группы «Мумий Тролль» — Юрием Цалером и Олегом Пунгиным. Земфира рассказала: «Мы побеседовали и пришли к выводу, что альбом я постараюсь сделать с другими, сессионными музыкантами. Начала записывать с Цалером и Пунгиным из „Мумий Тролля“. Потом у меня сложился новый состав. Сели с Игорем Джавад-Заде и Сергеем Миролюбовым (он единственный остался из первого, „уфимского“ состава), обсудили… И появились новый басист и гитарист». Джавад занимался подбором музыкантов, и группа в итоге записывалась в таком составе: Сергей Миролюбов (клавиши), Александр Бадажков (гитара), Владимир Сёмин (бас-гитара), Игорь Джавад-Заде (барабаны). «Остался барабанщик Джавад-Заде, остальные музыканты новые. Всё из-за того, что я повышаю уровень исполнения. Но ребята по-прежнему мои друзья. Сначала я очень переживала, парилась, как лучше — продолжать играть на уровне двух первых пластинок и постоянно быть недовольной либо мучиться от того, что теперь я рассталась с музыкантами… Не знаю, права я или нет, так получилось», — говорила Земфира в интервью «Комсомольской правде» по поводу смены состава группы.
В сентябре 2001 года певица закончила работу над записью песен в Санкт-Петербурге на бывшей студии «Мелодия», где работала с саунд-продюсером Андреем Самсоновым. Исполнительница отмечала большой вклад данного музыканта в работу и говорила, что альбом на тот момент делали, по сути, четыре человека: сама Земфира, Самсонов, Цалер и Пунгин. «Все четверо играют на клавишных, мы с Андреем занимаемся сведением, Олег и Юрий — всей ритм-секцией. Чем меньше людей, тем меньше разногласий и колебаний, потому что лишние люди иногда могут внести какую-то смуту и всё это затянуть», — рассказывала артистка.
10 сентября Земфира приехала в Москву, откуда должна была отправиться в Лондон, где в студии «Сфера» должен был пройти программинг, сведение и окончательный мастеринг новой пластинки. Практически весь январь 2002 года певица работала в студии в Москве, дописывая последние песни для пластинки. 27 января 2002 года исполнительница вылетела в Лондон, где продолжила работу. По словам Земфиры, лондонскую студию отыскал Самсонов. За сведение альбома отвечал Бен Джорджиадис, ранее работавший с Бьорк, Jamiroquai, Oasis и Radiohead. «В тот момент, когда мы сводили первые пять композиций, во второй аппаратной сводил альбом Genesis, в первой — Duran Duran. Это не понт, это, видимо, говорит о том, что это неплохая студия», — говорила певица.
Это не совсем гитарный альбом, хотя там очень много гитар, но будет много атмосферы в звуке. Я так понимаю — всё, что связано с электроникой и синтезаторами, я не знаю, всё, что угодно… Она [Земфира] очень талантливый артист. И это удовольствие, когда — хорошая музыка, хорошие тексты и артист сам по себе — очень сильная персона и с такой большой харизмой. Приятно работать с музыкантами, которые адекватно реагируют на пожелания. У каждого своя работа. Она — музыкант в студии, я — продюсер студии. И мы обмневаемся идеями и пожеланиями абсолютно адекватно.
Юрий Сапрыкин из журнала «Афиша» посетил московскую студию Земфиры во время записи и написал статью о работе над альбомом, где отметил, что большая её часть (включая сведение и мастеринг) проходила в Лондоне. Параллельно проходило строительство собственной студии певицы в Москве. Земфира отмечала, что она довольна новым составом группы: «Представляешь, какой чудесный получается тыл! Чем крепче тыл, тем больше у средней линии возможностей расслабиться. И, соответственно, начинается какая-то жизнь… в первой мониторной линии».
Земфира также рассказывала, что любимой песней, записанной для альбома, стал бонус-трек «Мечтой». Исполнительница говорила: «Я хотела её в первую пластинку, во вторую — она никак не удавалась. Не удавалось её сделать. Всегда лучшим оказывался тот вариант, который я записала ещё на „Европе + Уфа“. Там, конечно, совершенная беда с аранжировкой была, она была какого-то низкого качества, в писюке радийном, но там было настроение». Певица также отмечала, что запись голоса была взята ещё со времени записи на «Европе Плюс», а фонограмма была перезаписана.

## Продвижение и релиз
11 ноября 2001 года в поддержку альбома был выпущен CD-сингл «Трафик». В тот же день композиция прозвучала на нескольких радиостанциях, а видеоклип, снятый режиссёром Ириной Мироновой, был поставлен в эксклюзивную ротацию на MTV Россия. Видеоклип, содержавший эротические сцены, был издан в полной версии только на сингле. Земфира говорила: «На мой взгляд, это клип с лёгкими эротическими сценами, которые должны ассоциироваться с тем, чем мы все занимаемся, всё зависит только — кто и как часто. Я с первого просмотра клип приняла. Но, скорее всего, полную версию клипа увидят только зрители музыкальных каналов и владельцы мультимедийного диска. Зрители центральных каналов, таких, как ОРТ, НТВ, РТР, смогут посмотреть лишь урезанный материал. Оказывается, существует комитет, который отсматривает видеоклипы и на подобные работы накладывает свои резолюции». Также в поддержку альбома были выпущены синглы «Бесконечность» и «Мачо», на которые также были сняты музыкальные видео. Клип на «Бесконечность» снимал латышский режиссёр Виктор Вилкс, а на песню «Мачо» — Алексей Тишкин.
Перед релизом альбома состоялось его предпрослушивание в московском клубе «Республика Beefeater» (18 марта 2002), устроенное для музыкальных критиков и журналистов. Самой Земфиры на прослушивании не было, так как она репетировала перед презентацией альбома. Алёна Михайлова, генеральный директор компании Real Records, выпускавшей альбом, рассказала, что для защиты ещё неизданной записи были приняты беспрецедентные меры: мастер-диск перевозили по Москве в сопровождении охраны. Запись оберегали, в первую очередь, от музыкальных пиратов. «Прошлый альбом мы продавали на кассетах в „пиратские регионы“ по заниженным ценам. Теперь мы категорически отказываемся от такой практики, хотя она могла быть для нас выгоднее. Однако если мы не переломим ситуацию с пиратами, рекорд-индустрия вообще может закончиться», — рассказала Алёна Михайлова. В Intermedia отмечали, что «скрытая от посторонних глаз битва за Земфиру началась ещё на этапе записи альбома».
1 апреля прошли релиз альбома и его концерт-презентация в московском клубе «Б-2». В день выпуска также была подготовлена специальная передача «14 друзей тишины» на радиостанции «Максимум», где Земфира рассказывала о людях, принявших участие в создании альбома. Также весь день в эфире радиостанции звучали песни из альбома. В тот же день на складе Real Records прошла проверка ОБЭП. Данную акцию связали с тем, что получить мастер-диск альбома пиратам не удалось. «Когда стало ясно, что номер не прошёл, к делу подключили силовиков, устроивших в день релиза обыск на складах компании „Монолит“. Совершенно очевидно, что попытка сорвать дату релиза, а заодно и получить оригинал для тиражирования, говорят об огромном влиянии теневиков», — писали в Intermedia. К релизу альбома была также приурочена акция по борьбе с пиратами. Лейбл певицы и Национальная федерация производителей фонограмм отправили тогдашнему президенту Путину письмо с просьбой защитить артистку от музыкального пиратства. Сама Земфира на пресс-конференции во время презентации альбома заявила, что считает подобные акции бесполезными:

Я буду выступать в данном случае как сторонний наблюдатель, а не как автор-исполнитель. Я думаю, что пираты существовали, существуют и будут существовать какое-то время. Это совершенно государственная проблема, как мне кажется, неважно, что за величины исполнитель, и вообще о чём он поёт. Ну, конечно, я не люблю пиратов, потому что это враги музыкантов и в первую очередь рекорд-компаний. Я не думаю, что эта акция поможет как-то в борьбе с пиратами.— Земфира
В июле 2002 года Земфира выступила на «Мегахаусе». В августе певица выступала в поддержку альбома на фестивале «Нашествие», где была заявлена в качестве хедлайнера. Варвара Турова в «Независимой газете» писала, что «её выступление превзошло ожидания даже самых преданных фанатов. Она пела, как в последний раз. Она импровизировала, закрывала камеры рукой, курила, была совершенно свободной. Она, как всегда, делала то, что хотела». В апреле 2003 года артистка выступила на церемонии вручения музыкальных наград журнала Fuzz, где получила две награды — в номинациях «Лучшая live-группа» и «Лучшее видео» (за видеоклип к песне «Бесконечность»). На церемонии Земфира исполнила три песни, в числе которых были «Лондон» и не опубликованная ранее «Ты продаёшь мою любовь». В интервью «Звукам.ру» Земфира рассказала: «Я давно уже обещала приехать на этот фестиваль, но не очень люблю приезжать просто для того, чтобы выйти на сцену. Так было, по-моему, в самом начале моей карьеры, только пару раз, а все последующие случаи я решала хоть что-то исполнять. И сегодняшнее выступление — это результат того, что мы сделали две песни, собирались дома в Москве, что-то репетировали. То бишь, получается одна старая песня и две новых, но это максимум, что мы успели за неделю-две».

## Тематика альбома
Земфира назвала пластинку «не нервной» и «полной достоинства». В то время, как большинство критиков отметили, что изменилось звучание альбома, Алексей Крижевский из «ВестиРу» высказался более обширно: «Сложно сказать, где причина, а где следствие — но прежнего чудодейственного аромата Земфиры на „14 неделях тишины“ почти не осталось. Произошла смена не только состава, но и звука, идеологии, социальной адресации, энергетики — всего. Можно было в духе добровольных пропагандистов вовсю трезвонить об очередной загадке, но нет, скорее мы имеем дело с нормальным процессом взросления». В интервью Земфиры журналу Fuzz журналист Александр Долгов сделал предположение, что «в альбоме ярко проявляется женское начало», с чем Земфира согласилась, ответив: «Значит, пришло время! Мне сложно говорить с мужчинами о женщинах, потому что это ещё какие-то внутренние ощущения, которые я, как ни буду стараться, не объясню тебе. Точно так же, как вы, мужчины, наверное, ходите в баню».
Земфира отмечала, что в альбоме нет единой концепции, но, по её ощущениям, альбом является единым произведением по причине того, как были расставлены в последовательности композиции альбома. «Каждую песню просто делаешь так, чтобы она тебя устраивала. Если она тебя не устраивает — ты её выкидываешь. Мы так выкинули две песни, неплохие, впрочем. Которые, кстати, наверное, соответствовали этому слову ужасному… В отношении моих песен все употребляют ужасное слово — „надрыв“. Я не понимаю, что оно обозначает», — рассказала артистка.
В песне «Webgirl» были затронуты темы интернет-общения. Земфира говорила, что композиция основана на её личном опыте:

Я постоянно в Сети. Ох, очень тяжело разговаривать про песни, расшифровывая слова, — у них и так слова. А нужно, оказывается, ещё и расшифровывать. Песню эту я написала, как раз когда закончился последний тур, я ушла в отпуск и какое-то время провела в Интернете, не выходя на улицу. Так получилось, что за последние два года я видела людей больше, чем за предыдущие двадцать три — представляете? Мне надо было немножко отдохнуть. И вот, собственно, очень много времени я проводила в Интернете и написала эту песню.— Земфира
В интервью на радиостанции Би-би-си певица сказала, что считает компьютеры — главным изобретением XX века. Также она добавила, что у неё самой случались романы в интернете: «У меня было несколько романов в интернете. А что, у кого-то не было? Но романы все эти — краткосрочные. Месяца по два. Сначала развитие, а потом всё уходит на нет. Это азартно же очень. Но главное — не знать кто это и не видеть фотографию, потому что тогда пропадает весь резон».

## Музыка и лирика
Я делала хороший звук. Потому что в какой-то момент я стала понимать — есть хороший звук, а есть плохой… Говоря совсем просто — для того чтобы пойти дальше, нужно попытаться сделать хотя бы хороший звук. В первой и во второй пластинках меня звук не устроил, в этой устроил. То есть, как ни крути, я для себя в ней решила какие-то цели и задачи. Во всех моих последующих работах, если они как таковые будут, это пойдёт без обсуждения, потому что я знаю, как это делать. И это даёт мне право заявить, что в следующих работах к звуку, по-видимому, претензий не будет и я смогу решать какие-то другие задачи.
Земфира говорила, что потратила много времени на то, чтобы сделать звучание альбома идеальным. Алексей Крижевский из интернет-газеты «ВестиРу» отмечал: «Профессиональность саунда на пластинке доведена до филигранной, выверенной отточенности и срежиссированности каждого звука, что сочетается со сдержанной (или сдерживаемой) энергетикой. Да, Земфира ещё фирменно свингует там, где идёт ровный ритм, и может позволить себе поозорничать в духе первого альбома на песне „Шалфей“, но рвать на себе рубаху руки уже не тянутся — они держат дорогой микрофон». В целом альбом выполнен в жанре рок-музыки с преобладанием гитарного звучания. Однако Александр Неверов из журнала «Итоги» отмечал, что на пластинке присутствуют и популярный в то время трип-хоп, а также джаз и блюз, только «весьма условные». Тихон Романов в «Еженедельном Журнале» писал о том, что альбом получился спокойным и ровным в музыкальном плане. «Если два года назад Земфирин надрыв напоминал об исполнительнице альтернативного рока Пи Джей Харви, то в нынешней меланхолической интонации можно услышать что-то от нежной лирики Сюзанн Веги. К тому же кое-где сходные аранжировки… И есть тут не только тихая грусть, но и депрессивный гранж в духе Nirvana, и пассажи под Deep Purple, и ссылки на Rolling Stones и Depeche Mode», — посчитал журналист.
В отношении лирики Ольга Гайдукова на «Звуках.ру» писала, что в альбоме присутствует «то же неровное стихосложение — трогательные поэтические откровения сочетаются с „проходными“ строчками, соль которых очевидна, наверное, только самой Земфире». Журналистка отмечала, что такие строчки, как «Сон длиною в паранойю» и «в губы давай дружить» «обязательно растащат на цитаты», а также то, что во многих песнях присутствует текстовая преемственность к ранним композициям певицы. «…„Р“ воспринимается некой реминисценцией „Искала“, „Webgirl“ — „Непошлого“, а „Шалфей“ — „Ромашек“», — писала автор. Александр Неверов также отмечал, что в песнях сохранилось «немало „ромашек“», которые появляются в рифмах «вроде „яда-взгляда“ и в бесконечном „ты да я да мы с тобой“». Тем не менее журналист отмечал: «Правда, кое-где „ты“ превращается в Икара, а „я“ — в НЛО. И сразу становится интересно». Тихон Романов писал, что Земфира — «мастер сочинять хлёсткие фразы, которые не нуждаются в трактовках. В новом альбоме такие попадаются почти в каждой песне: „Время убивает меня, я убиваю время“ („Песня“), „Я буду вечно рядом, твоим смертельным ядом, твоим последним взглядом“ („Р“), „Я слышу: мне лететь выше всех, падать больнее, но зато какие ощущения“ („Ощущение“)». Тем не менее журналист выделял то, что эти фразы, хотя и «врезаются в память», но они не всегда «оригинальные и искренние».
Первая композиция альбома «Паранойя» отличается «британским» саундом и звучит мелодично. Максим Кононенко отмечал, что песня строится на строчке «сон длиною в паранойю», при этом он заметил: «Рифма, конечно, красивая — но смысла не проясняет». Журналист также отметил, что песня лёгкая и «симпатичная» по настроению.
Песня «Трафик» была названа характерной для альбома в целом. Александр Мурзак на «Звуках.ру» отмечал, что в композиции появляются «жуткий симфонизм» и цитата из Led Zeppelin. Кононенко отметил, что завершение песни сильно напоминает концовку «фаталистической» песни «Мне снится пепел» группы «Аквариум».
«Бесконечность» (обозначенная в буклете альбома, как «∞»; также её называли по-английски «Infinity») — поп-рок композиция с преобладанием гитарного звучания. Песня была названа слишком сложной для поп-музыки, в том числе из-за строчки «просто случайно я разгадала знак-бесконечность». Александр Мурзак писал о композиции: «Одна из самых, наверное, трогательных и сентиментальных Земфириных песен, берёт за живое и подолгу не отпускает». Алексей Мунипов в «Известиях» отмечал «дивный мелодический ход» в композиции. Песня записана в размере такта в 2/4, в тональности ми минор. В первом куплете и припеве аккорды играются перебором. Во втором куплете «струны гитары прижимаются не до конца, поэтому звук несколько похож на скрипичное пиццикато», что напоминает по звучанию ход часов.
Произведение «Мачо» начинается с «одиноко» звучащего рояля и фразы «Позвони, я буду ждать». Максим Кононенко отметил схожесть звучания с произведениями Фила Коллинза и добавил, что это «вообще самая качественная музыка, когда-либо выпущенная русскими музыкантами». Стихи были описаны, как стандартная российская поп-лирика, напоминающая о произведениях Аллы Пугачёвой.
Песня «Сказки» напомнила критикам по настроению и звучанию композицию «Трафик». Так, Кононеко отмечал, что аранжировка очень схожа с указанной песней, а текст напоминает «кошмарный сон», со строчкой «Сказки мои любимые не читаешь — не надо, и я топаю на крышу».
Под шестым номером идёт композиция «Песня», названная «ультрагрустным медляком».
Песня «Р» (Земфира говорила в интервью, что она читается как русская «эр») также является медленной композицией, но с более утяжелённым звучанием. Максим Кононенко писал, что «в этой песне зашифрован рецепт приготовления веселящего зелья, приходящего на смену тому, что на протяжении десятков лет во всем мире именовалось буквой „Е“ (extasy). Рецепт зашифрован в виде акростиха. Если вы сложите вместе первые буквы строк текста этой песни — то получите явные указания к действию».
Песня «Главное» начинается со звучания гула и со звуков музыкальной шкатулки. Песня отличается от предыдущих более ускоренным темпом. В композицию включены ироничные фразы, например, «обо мне узнаешь из газет, учти — они привирают», а припев мелодически отсылает к музыке восьмидесятых годов.
Песня «Кто?» напоминает более ранние произведения Земфиры. Алексей Мунипов назвал композицию «неожиданно бодрой». Константин Баканов в «mNews.ru» также писал, что песня напоминает «Зеро» и «Шкалят датчики» из альбома «Прости меня моя любовь». «Песня, более всего напоминающая ту Земфиру, которую мы знаем. Отличие одно, но принципиальное — супермузыканты снова всё смягчают и превращают кристально чистое окружение Земфириного голоса прошлых альбомов в плотный английский звук, от которого некуда деться вот уже много лет», — писал о песне Максим Кононенко. Катя Каринина обозначила песню, как «очень откровенную», «по-хорошему агрессивную», но «совершенно взрослую» запись.
«Webgirl» — поп-роковая лирическая баллада с гитарным сопровождением. Кононенко описал её, как гимн поколения IP с великолепными образами: «пальцами пытаясь угадать» и «клавиши, хранящие тепло». Критик также отметил, что так про интернет не пел ещё никто, а в конце композиции слышен звук дозванивающегося модема.
В песне «Шалфей» появляются отголоски раннего, более «нервного» исполнения Земфиры. В композиции «ритм меняется с медленного на быстро-тяжёлый и наоборот».
«Ощущенья» были названы «прозрачным джазовым номером» с «очень жизненной присказкой, подходящей буквально ко всему»: «Зато какие ощущенья! Мне же лететь, лететь выше всех, падать больнее, но зато…». В «Комсомольской правде» писали, что композиция необычна для певицы и Земфира предстала в ней образе «русской Шаде», а «мелодичное приджазованное вступление сразу переносит в уютный бар с приглушённым светом и чуть слышной музыкой».
В бонус-треке «Мечтой», который построен на «Земфириных аккордах», проявляется самостоятельный электронный бас. В композиции также есть партия саксофона, которую записал Влад Колчин, бывший сокурсник Земфиры по Уфимскому училищу искусств.

## Реакция критики
| Оценки критиков   | Оценки критиков |
| Источник          | Оценка          |
| ----------------- | --------------- |
| Gzt.ru            | (положительная) |
| Exler.ru          | [ 45 ]          |
| Intermedia (2002) | (отрицательная) |
| Intermedia (2010) | [ 46 ]          |
| Music.com.ua      | [ 9 ]           |
| Афиша             | (положительная) |
| АиФ               | (смешанная)     |
| Известия          | (положительная) |
| Коммерсантъ       | (отрицательная) |
| КП                | (положительная) |
| Новая газета      | (смешанная)     |

Юрий Сапрыкин из журнала «Афиша» положительно описал альбом. По его мнению, альбом держится на двух вещах: идеальном звучании и, как выразился критик, «на чувстве собственного достоинства». «Это пластинка, записанная умной и сильной женщиной, и это слышно даже в том, как звучит её голос. Голос стал чище и уверенней, и кажется, что самим фактом своего звучания он сообщает тебе ту же уверенность и — как и было сказано выше — достоинство. Я совершенно не понимаю, насколько стране все это окажется интересно, но даже если нет, все равно этот альбом уже является фактом искусства, фактом вполне состоявшимся», — писал автор, в итоге причислив альбом к классике. Дмитрий Шпакович в «Music.com.ua» дал альбому высший балл (10 из 10 возможных). «Конечно, есть риск, что этим [альбомом] Земфира оттолкнёт от себя значительную часть „девочек с плеером“, то есть учениц среднего школьного возраста, боготворящих первые альбомы певицы. Ну и пусть. Зато я более чем уверен, что теперь на творчество Земфиры обратят внимание те, кто раньше категорически его не воспринимал. Ведь потенциал альбома очень высок», — отмечал журналист и при этом пришёл к выводу, что: «Тишина, длившаяся целых 14 недель, наконец-то нарушилась и обернулась цельным куском великолепной музыки». Соня Соколова описала альбом, как «очень ровный, очень красивый», однако отмечала, что в нём не хватает драйва: «…то, чему полагалось с каждым новым альбомом только нарастать, ушло в песок. После прошлогоднего „Шкалят датчики“ ожидался не чил-аут, а хайвей».
Алексей Мажаев из Intermedia.ru дал отрицательную оценку альбому. По его мнению, пластинку не хочется слушать повторно, и это звучит как приговор. «Новая пластинка Земфиры вновь доказала её высокий потенциал, который, увы, был израсходован в основном на попытки доказать, что она серьёзный музыкант. Выверенная по звуку запись в результате оборачивается нудятиной, проскальзывающие в большинстве песен шлягерные намёки певицей решительно отвергаются, мотивы сворачивают в сторону усложнения. В том, что публика ждала (долго) от Земфиры именно этого, есть большие сомнения. Тексты же, напротив, упростились до неприличия», — утверждал рецензент. Алексей Крижевский в «Звуках.ру» также отрицательно отнёсся к альбому. «Если говорить о самом альбоме, то он едва ли интересен: дрожь по телу, ради которой, по моему убеждению, все и в музыке и делается, пробегает всего пару раз за альбом. Все остальное слушаешь как фон», — говорил журналист.
Даша Буравчикова в «Аргументах и Фактах» дала смешанную оценку альбому. По её мнению, «„Четырнадцать недель тишины“ поражают качеством звука — это плюс, и отсутствием того, что у нас по старинке называют душой, — это минус. Единственная более-менее цепляющая песня — раскрученная задолго до появления в продаже альбома композиция под знаком бесконечности. Все остальное слушается трудно, как одна длинная песня, умело прописанная на дорогом компе, но без смысла и содержания». Ольга Гайдукова положительно описала пластинку: «Творческая беременность рок-девушки #1 длиной в 14 недель, как ни странно, принесла здорового ребёночка, похожего на старшеньких, только со вселенской тоской в глазах. В альбоме традиционно в наличии как минимум три-четыре абсолютных хита, пара занудных песен, пара Исповедей».
Алексей Мунипов в «Известиях» положительно описал альбом. По его мнению, альбом стал не лучше предыдущих пластинок, но он действительно совершенно другой по звучанию. Автор также отметил, что альбом нужно воспринимать иначе, чем ранние пластинки Земфиры: «Надо вслушаться, надо втянуться, размять, размолоть: некоторые песни, почувствовав усилие слушателя, действительно раскрываются в ладонях, словно цветы. На этом пути вас ждут красивейшие остановки». В заключение журналист пришёл к выводу, что: «Не за звук, даже не за новое, крепкое, своевременное слово (хотя и его здесь в избытке), но за эти вот „ощущения“ двадцатишестилетней уфимской девушки — по-прежнему своеобычные, неповторимые, ценные — стоит покупать „14 недель тишины“». Юрий Яроцкий в газете «Коммерсантъ» дал неоднозначную оценку альбому. По его мнению, «пластинка, безусловно, заслуживает эпитетов вроде „взрослая“, „сложная“, „неоднозначная“. Ещё — „блестяще записанная“. Но ни в коем случае не „хитовая“». Как высказался автор, Земфира предстала в альбоме совершенно другим артистом, и работа вышла слишком сложной для поп-музыки.
Юлия Санкович в «Новой газете» писала, что Земфира стала «медленнее, женственнее и проще». По мнению автора, альбом отразил другую сторону натуры певицы, и, как отмечала журналистка: «Маме уже доказано, теперь она исследует себя. Меньше „Мумий Тролля“ — больше философии». Виталий Бродзкий и Ольга Сапрыкина в «Комсомольской правде» положительно описали пластинку. Журналисты не согласились с мнением других рецензентов, которые назвали альбом «занудным». «…вот она, новая Земфира. И вовсе не нудная, как успели позлорадствовать некоторые журналисты. И совсем не такая уж неожиданная. В каждой песне слышна она, всё та же Земфира. Где-то агрессивная („Р“), где-то лиричная („Web“), где-то философичная („Ощущения“)», — отмечали в издании.
В 2010 году Алексей Мажаев, рецензируя переиздание первых трёх студийных альбомов певицы, дал более положительную оценку пластинки (четыре балла из пяти). Рецензент отмечал, что в работе ощущается желание Земфиры создавать то, чего от неё не ожидает публика. Алексей писал, что несмотря на то, что альбом является хуже предыдущих двух, «но и в таком нонконформистском азарте артистка сумела выдать как минимум две песни „на века“: „Главное“ и „Webgirl“. Да и среди остальных треков по прошествии лет можно расслышать много интересного…».

## Коммерческий успех альбома
Ещё до официального релиза лейбл Real Records объявил, что альбом показал рекордные для России оптовые продажи и что пластинка является знаковой для российской индустрии звукозаписи. По словам Алёны Михайловой, по заявкам от оптовых магазинов альбом превзошёл тираж предыдущего альбома Земфиры «Прости меня, моя любовь», который был признан самым продаваемым альбомом на премии «Рекордъ» 2001 года. «Тиражи, за которые мы получали премию „Рекордъ“ за „Брата-2“ и предыдущий альбом Земфиры, по количеству предварительных заявок уже перекрыты», — заявляла Михайлова.
За два дня после релиза в магазины было отгружено 200 тысяч аудиодисков и 300 тысяч аудиокассет альбома. По словам Алёны Михайловой, только за первый день продаж было раскуплено 180 тысяч экземпляров аудиодисков альбома, что являлось рекордным уровнем на то время. В первую неделю после релиза диск занял первое место в составляемом агентством «Интермедиа» чарте продаж отечественных пластинок, но во вторую неделю опустился до второго места, уступив первое альбому «Любэ» «Давай за…». В чарте с 6 по 12 мая диск занял третье место в чарте отечественного репертуара. Уже к июлю 2002 года российский тираж альбома превысил миллион экземпляров. По информации Real Records, было реализовано 700 тысяч кассет и 300 тысяч компакт-дисков. Помимо этого, на Украине было продано 150 тысяч дисков и 300 тысяч кассет.
«Четырнадцать недель тишины» был номинирован на премию «Рекордъ» 2003 года в номинации «Альбом года». В итоге альбом проиграл диску группы «Любэ». По информации West Records, дистрибьютора альбома в Беларуси, в этой стране диск стал вторым по продажам в 2002 году и первым среди российских релизов.

## Комплектация и оформление
«Четырнадцать недель тишины» выпускались как на CD-диске, так и на компакт-кассете. В альбом вошли двенадцать основных композиций и один бонус-трек. Часть тиража пластинки была выпущена без штрихкода, а часть с логотипом «Нашего радио». Позже было выпущено специальное издание альбома с расширенным буклетом.
Оформлением обложки альбома занимался Вадим Рубцов. Земфира рассказывала, что на оформление ушло около трёх месяцев и оно было выполнено в концептуальном стиле: «На обложке — будто разлитая разноцветная ртуть, капли которой можно собирать по всему текстовому вкладышу. Ни одной фотографии Земфиры или её музыкантов нет». Один из вариантов обложки был выполнен в коричневых тонах, вследствие чего капли лака, изображённые на ней, были похожи на кока-колу:

Я даже не знаю, как объяснить какие-то абстрактные вещи. Ну здесь на уровне ощущений, мне кажется, не нужно пытаться объяснить даже. Мои племянники несколько раз задавали мне один и тот же вопрос. Я спрашиваю: «Почему вы повторяетесь? Неужели вы не помните, что спрашивали об этом месяц назад?» Они мне задают следующий вопрос: «Это „Кока-Кола“?» Им, наверное, хочется, чтоб это была «Кока-Кола»… Но это не «Кока-Кола», всё что я скажу. Можно иначе посмотреть на это. Примерно так, по-моему, может выглядеть тишина. Хотя, может быть, и нет.— Земфира

## Список композиций
Слова и музыка всех песен — Земфиры Рамазановой.
| №                   | Название              | Длительность |
| ------------------- | --------------------- | ------------ |
| 1.                  | «Паранойя»            | 4:01         |
| 2.                  | «Трафик»              | 4:00         |
| 3.                  | «∞»                   | 5:04         |
| 4.                  | «Мачо»                | 4:20         |
| 5.                  | «Сказки»              | 4:38         |
| 6.                  | «Песня»               | 4:24         |
| 7.                  | «Р»                   | 4:01         |
| 8.                  | «Главное»             | 3:35         |
| 9.                  | «Кто?»                | 2:51         |
| 10.                 | «Webgirl»             | 4:13         |
| 11.                 | «Шалфей»              | 3:35         |
| 12.                 | «Ощущенья»            | 4:12         |
| 13.                 | «Мечтой» (бонус-трек) | 3:53         |
| Общая длительность: | Общая длительность:   | 52:48        |

## Участники записи
Ответственные за выпуск
- Земфира Рамазанова — вокал, музыка, лирика, клавиши, продюсирование, концепция
- Сергей Миролюбов — клавиши, перкуссия, программинг, сведение, продюсирование (дорожки 4—8, 13)
- Андрей Самсонов — клавиши, запись, программинг, сведение, продюсирование (дорожки 1—3, 9—12)

Музыканты
- Игорь Джавад-Заде — барабаны (дорожки 4—8)
- Олег Пунгин — барабаны, перкуссия (дорожки 1—3, 9—12), клавиши (дорожка 10)
- Юрий Цалер — гитары, бас-гитары, клавиши (дорожки 1—3, 9—13)
- Александр Бадажков — гитары (дорожки 4—8)
- Владимир Сёмин (Родриго) — бас-гитары (дорожки 4, 6, 13)
- Ринат Насыров — бас-гитары (дорожки 5, 7, 8)
- Олег Белов — клавиши (дорожки 2, 9, 12, 13)
- Кирилл Ипатов — перкуссия (дорожка 13)
- Влад Колчин — саксофон (дорожка 13)

Мастеринг
- Ray Staff — инженер звукозаписи (Sony Music Studios)

Запись
- Борис Истомин — инженер звукозаписи (дорожки 1—3, 9, 12, 13)
- Николай Орса — инженер звукозаписи (дорожки 4—8)
- Владимир Осинский — режиссёр звукозаписи (дорожки 4—8), сведение (дорожка 13)
- Владимир Овчинников — режиссёр звукозаписи (дорожки 10, 11, 13)

Сведение
- Malcolm Atkin — директор по администрированию
- Patti Nolden — администратор
- Ben Georgiades — главный инженер (дорожки 1, 3—9, 12)
- Benedict Fenner — инженер (дорожки 2, 10, 11)
- Dean James — ассистент инженера
- Francesco Cameli — ассистент инженера
- Nick Friend — ассистент инженера
- Lynsey Coles — ассистент администратора

## Технические данные
- Запись:
  - Петербургская студия грамзаписи (дорожки 1, 2, 3, 9, 12, 13)
  - Тон-студия «Мосфильм» (дорожки 10, 11)
  - Студия «Кладбище подземных журавлей» (дорожки 4, 5, 6, 7, 8, 13)
  - Радиостанция «Европа плюс Уфа» — голос (дорожка 13)
- Сведение — Sphere Studios
- Мастеринг — Sony Music Studios

## Награды и номинации
| Год  | Награда       | Номинированная работа        | Категория        | Результат |
| ---- | ------------- | ---------------------------- | ---------------- | --------- |
| 2002 | ПобоRoll      | «Бесконечность»              | Песня года       | Номинация |
| 2002 | Премия Fuzz   | «Трафик»                     | Лучшая песня     | Победа    |
| 2002 | Премия Fuzz   | «Трафик»                     | Лучший видеоклип | Победа    |
| 2003 | Премия Муз-ТВ | «Четырнадцать недель тишины» | Лучший альбом    | Победа    |
| 2003 | Премия Муз-ТВ | «Бесконечность»              | Лучшее видео     | Номинация |
| 2003 | Рекордъ       | «Четырнадцать недель тишины» | Лучший альбом    | Номинация |
| 2003 | Премия Fuzz   | «Четырнадцать недель тишины» | Лучший альбом    | Номинация |
| 2003 | Премия Fuzz   | «Бесконечность»              | Лучший видеоклип | Победа    |
| 2003 | Премия Fuzz   | «Бесконечность»              | Лучшая песня     | Номинация |